# Denis Nielsen

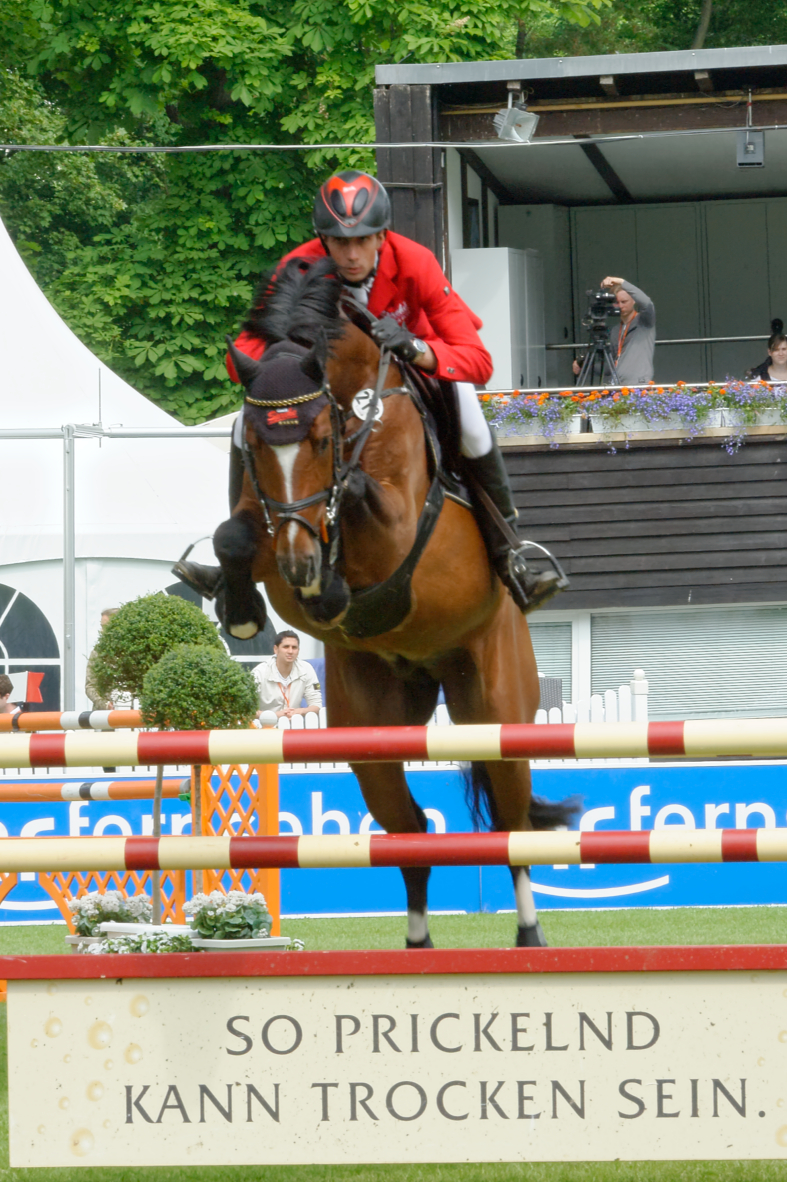
Denis Nielsen auf Lord Beckham beim Internationalen Pfingstturnier in Wiesbaden 2015

Denis Nielsen (* 6. Juli 1989) ist ein deutscher Springreiter.

## Werdegang
2012 wurde Denis Nielsen von der Deutschen Reiterlichen Vereinigung das Goldene Reitabzeichen verliehen. Seinen ersten größeren Erfolg konnte er durch den Gewinn des U25-Springpokals 2014 verzeichnen. Im Jahr 2015 wurde er mit Cashmoaker Deutscher Meister. Dabei setzte er sich im Stechen gegen Holger Hetzel und Jörg Oppermann durch.
Denis Nielsen war ca. zehn Jahre als Bereiter für das Gestüt Sprehe tätig, ehe er sich Ende 2016 dazu entschloss, zusammen mit seiner Freundin, der Dressurreiterin Victoria Michalke, einen eigenen Stall zu betreiben. Im Juli 2021 fand die Hochzeit der beiden statt.

## Pferde

### Aktuell
- Equador 48 (* 2009), brauner Hengst, KWPN, Vater: Zacharov, Muttervater: VDL Radisson[6]
- Jamela (* 2011), Oldenburger Schimmelstute, Vater: Last Man Standing, Muttervater: Abke 4[7]
- Casablanca (* 2012), Schimmelstute, Oldenburger Springpferd, Vater: Cashmoaker, Muttervater: For The Moon[8]
- C.H.I.O. (* 2014), brauner Hengst, Rheinisches Reitpferd, Vater: Cascadello II, Muttervater: Balou du Rouet[9]
- Heidi von Imhoff (* 2015), braune Stute, Holsteiner Warmblut, Vater: Christian 25, Muttervater: Chepetto[10]
- Kobus (* 2015), brauner Wallach, KWPN, Vater: Freedom, Muttervater: Hamlet[11]
- Cosmo von Imhoff (* 2016), Schimmelstute, Oldenburger Springpferd, Vater: Cornet Obolensky, Muttervater: Chepetto[12]

### Ehemalige Turnierpferde
- DSP Cashmoaker (* 2006), Schimmelhengst, Deutsches Sportpferd, Vater: Calido I, Muttervater: Lafitte[13]
- Cover Girl (* 2011), Schimmelstute, Oldenburger Springpferd, Vater: Coupe de Coeur 2, Muttervater: Chasseur I[14]

## Erfolge
- 2020:
  - Sieger im S*-Springen in München mit Cover Girl 44
- 2019:
  - Sieger im Zeitspringen (Klasse S*) in Chemnitz mit Taquadriga
- 2018:
  - Sieger des Großen Preises der Riders Tour Hagen mit DSP Cashmoaker
  - Sieger des Großen Preises von Dortmund mit DSP Cashmoaker
- 2015:
  - Deutscher Meister im Springreiten mit DSP Cashmoaker
- 2014:
  - Sieger des U25-Springpokals